# Saussay (Eure-et-Loir)
Saussay ist eine französische Gemeinde mit 1.090 Einwohnern (Stand: 1. Januar 2022) im Département Eure-et-Loir in der Region Centre-Val de Loire; sie gehört zum Arrondissement Dreux und zum Kanton Anet.

## Geographie
Saussay liegt etwa 45 Kilometer nordnordwestlich von Chartres und etwa 65 Kilometer westlich von Paris an der Eure. Umgeben wird Saussay von den Nachbargemeinden Ézy-sur-Eure im Norden, Anet im Osten, Sorel-Moussel im Süden und Südwesten sowie Croth im Westen.

## Bevölkerungsentwicklung
| Jahr                       | 1962 | 1968 | 1975 | 1982 | 1990 | 1999 | 2006 | 2018 |
| -------------------------- | ---- | ---- | ---- | ---- | ---- | ---- | ---- | ---- |
| Einwohner                  | 400  | 463  | 601  | 650  | 900  | 981  | 1044 | 1100 |
| Quellen: Cassini und INSEE |      |      |      |      |      |      |      |      |

## Sehenswürdigkeiten

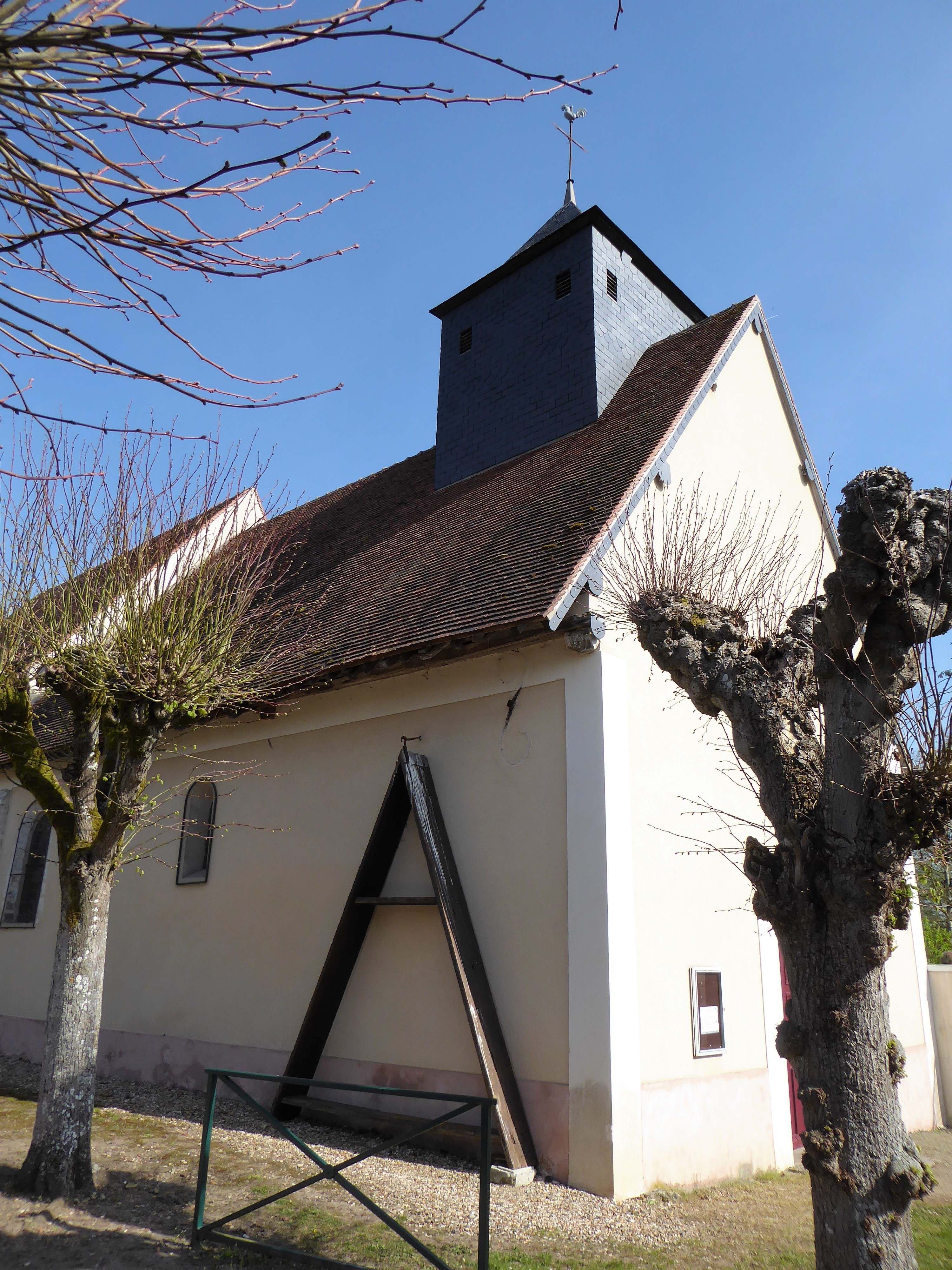
Kirche Saint-Pierre

- Kirche Saint-Pierre